# Bairro Novo do Pinhal
O Bairro Novo do Pinhal (também conhecido como Bairro do Fim do Mundo e Bairro do Pinhal do Fim do Mundo) é um bairro de habitação social com 162 fogos sito na Galiza, na atual Freguesia de Cascais e Estoril, no Município de Cascais.
O atual bairro situa-se no topo do Monte Leite, a leste da Galiza, onde se construíram os prédios de habitação destinados ao realojamento de algumas das famílias residentes no bairro de lata que o precedeu. A par das quintas das Marianas e das Tainhas, este foi um dos maiores bairros de barracas do município. Foi igualmente onde se desenvolveu grande parte da vida e obra social da freira católica Elvira Nadais, agraciada posteriormente com o nome de uma rua e com um mural.

## Caracterização
A área onde surgiu o bairro insere-se em terrenos da antiga Quinta do Monte Leite e do Pinhal de Santa Rita e era usada como lugar de desafogo e fruição.
A data exata do aparecimento das primeiras construções é incerta, registando-se a sua existência na década de 1970. A formação do bairro deveu-se originalmente à comunidade roma, tendo ficado conhecido como o Bairro do Fim do Mundo possivelmente em virtude da sua implantação e isolamento. Na década seguinte sofreu forte crescimento devido ao processo de descolonização, que levou à fixação de guineenses, cabo-verdianos e angolanos. As construções eram erguidas em madeira, tijolos e chapas de zinco e não dispunham de saneamento básico, água e eletricidade.
O bairro foi incluído no Plano Especial de Realojamento (PER) em 1993, onde se contemplava a sua demolição e o realojamento dos seus moradores. No âmbito deste programa foi também feito um novo recenseamento, contando-se por então 141 barracas, onde moravam 619 pessoas divididas por 278 agregados familiares. A construção do Bairro Novo do Pinhal surgiu de um projeto de intervenção comunitária (Projeto Nova Esperança da Galiza), entre o Centro Regional de Segurança Social e a Câmara Municipal de Cascais, com a finalidade de realojar a população recenseada em 1988. Os habitantes do antigo bairro foram aí realojados, bem como no vizinho Bairro da Galiza e noutras zonas do município (em particular no Cabeço de Bicesse e na Douroana).
A execução do PER iniciou-se em 2002 e prolongou-se até 2009, ano em que foram demolidas as últimas construções e removidas as últimas famílias que nelas habitavam. Deste modo, reuniram-se as condições perseguidas pela Câmara Municipal de Cascais para a «erradicação de um foco de pobreza e degradação» e para a renaturalização do espaço, que está parcialmente inserido na Reserva Ecológica Nacional. Este processo foi contestado pelos residentes ao longo dos anos, denunciando a pouca antecedência na colocação de avisos de demolição, despejos forçados ou levados a cabo na ausência dos seus moradores e a falta de alternativas oferecidas aos residentes (em particular aqueles que se instalaram no bairro depois do recenseamento do PER).
Grande parte do espaço do antigo bairro encontra-se ocupado pelo Complexo da Senhora da Boa Nova, construído para apoiar a transformação da zona. A restante área livre permitiu a construção da Avenida Gago Coutinho, uma via estruturante concelhia e que o separa do Bairro de Habitação Social da Galiza.
Dispõe de vários equipamentos de apoio social: um gabinete de apoio social, uma creche, a Ludoteca da Galiza, o espaço TAKE.IT e o Centro Comunitário da Senhora da Boa Nova. Esteve também equipado com um centro social e com alguns cafés e restaurantes.
Conta com murais de arte urbana em várias fachadas do bairro, realizados na segunda edição do Festival Infinito em 2020.